# Европско првенство у атлетици у дворани 2019 — скок удаљ за мушкарце
Такмичење у скок удаљу у мушкој конкуренцији на 35. Европском првенству у дворани 2019. у Глазгову одржано је 1. и 3. марта у Емиратес арени.
Титулу освојену у Београду 2017. бранио је Измир Смајљај из Албаније.

## Земље учеснице
Учествовало је 20 такмичара из 16 земаља.
1. Албанија (1)
2. Грчка (1)
3. Италија (1)
4. Норвешка (1)
5. Пољска (1)
6. Србија (1)
7. Уједињено Краљевство (1)
8. Украјина (2)
9. Француска (1)
10. Чешка (1)
11. Шведска (1)
12. Шпанија (1)

## Рекорди
| Рекорди пре почетка Европског првенства 2019.     | Рекорди пре почетка Европског првенства 2019. | Рекорди пре почетка Европског првенства 2019. | Рекорди пре почетка Европског првенства 2019. | Рекорди пре почетка Европског првенства 2019. | Рекорди пре почетка Европског првенства 2019. |
| ------------------------------------------------- | --------------------------------------------- | --------------------------------------------- | --------------------------------------------- | --------------------------------------------- | --------------------------------------------- |
| Светски рекорд                                    | Карл Луис                                     | Сједињене Државе                              | 8,79                                          | Њујорк, САД                                   | 27, јануар 1984.                              |
| Европски рекорд                                   | Себастијан Бајер                              | Немачка                                       | 8,71                                          | Торино, Италија                               | 8. март 2009.                                 |
| Рекорди европских првенстава                      | Себастијан Бајер                              | Немачка                                       | 8,71                                          | Торино, Италија                               | 8. март 2009.                                 |
| Најбољи светски резултат сезоне у дворани         | Александар Мењков                             | Русија                                        | 8,30                                          | Москва, Русија                                | 3. фебруар 2019.                              |
| Најбољи европски резултат сезоне у дворани        | Александар Мењков                             | Русија                                        | 8,30                                          | Москва, Русија                                | 3. фебруар 2019.                              |
| Рекорди после завршеног Европског првенства 2019. |                                               |                                               |                                               |                                               |                                               |
| Најбољи светски резултат сезоне у дворани         | Милтијадис Тентоглу                           | Грчка                                         | 8,38                                          | Глазгов, Уједињено Краљевство                 | 3. март 2019.                                 |
| Најбољи европски резултат сезоне у дворани        | Милтијадис Тентоглу                           | Грчка                                         | 8,38                                          | Глазгов, Уједињено Краљевство                 | 3. март 2019.                                 |

## Најбољи европски резултати у 2019. години
Десет најбољих европских такмичара у скоку удаљ у дворани 2019. године пре почетка првенства (1. марта 2019), имали су следећи пласман на европској и светској ранг листи. (СРЛ)
| 1.  | Александар Мењков     | Русија           | 8,30 | 3. јануар   | 1. СРЛ  |
| 2.  | Милтијадис Тентоглу   | Грчка            | 8,23 | 8. фебруар  | 2. СРЛ  |
| 3.  | Тобиас Нилсон Монтлер | Шведска          | 8,08 | 2. фебруар  | 5. СРЛ  |
| 4.  | Ламонт Марсел Џејкобс | Италија          | 8,05 | 8. фебруар  | 7. СРЛ  |
| 5.  | Жан-Пјер Бертран      | Француска        | 8,04 | 16. фебруар | 8. СРЛ  |
| 6.  | Еусебио Касерес       | Шпанија          | 7,99 | 16. фебруар | 11. СРЛ |
| 6.  | Јакоб Финчам-Дукес    | Велика Британија | 7,99 | 22. фебруар | 11. СРЛ |
| 8.  | Хенри Ваиринен        | Финска           | 7,94 | 26. јануар  | 16. СРЛ |
| 8.  | Јан Рандринасоло      | Француска        | 7,94 | 16. фебруар | 16. СРЛ |
| 10. | Томаш Јашчук          | Пољска           | 7,93 | 16. фебруар | 20. СРЛ |
| 10. | Хектор Сантос         | Шпанија          | 7,93 | 16. фебруар | 20. СРЛ |
|     |                       |                  |      |             |         |
| 23. | Страхиња Јованчевић   | Србија           | 7,85 | 20. фебруар | 35. СРЛ |

Такмичари чија су имена подебљана учествовали су на ЕП.

## Сатница
| Датум         | Време | Ниво          |
| ------------- | ----- | ------------- |
| 1. март 2019. | 10:03 | Квалификације |
| 3. март 2019. | 11:35 | Финале        |

Сва времена су по локалном времену (UTC+1)

## Квалификациона норма
| дворана или отворено |
| -------------------- |
| 7,95 м               |

## Освајачи медаља
| Освајачи медаља     |                       |                     |  |  |  |  |
|                     |                       |                     |  |  |  |  |
|                     |                       |                     |  |  |  |  |
|                     |                       |                     |  |  |  |  |
| Милтијадис Тентоглу | Тобиас Нилсон Монтлер | Страхиња Јованчевић |  |  |  |  |
| Грчка               | Шведска               | Србија              |  |  |  |  |

## Резултати

### Квалификације
Такмичење је одржано 1. марта 2019. у 10:03. Квалификациона норма за пласман 8 такмичара у финале износила је 7,95 метара (КВ). Норму су испунила 3 такмичара а 5 су се пласирала на основу постигнутог резултата (кв).,
| Пласман | Атлетичар             | Земља                | ЛР   | ЛРС  | #1   | #2   | #3   | Резултат | Белешка |
| ------- | --------------------- | -------------------- | ---- | ---- | ---- | ---- | ---- | -------- | ------- |
| 1.      | Сергеј Никифоров      | Украјина             | 8,18 | 7,73 | 7,86 | 7,84 | 8,03 | 8,03     | КВ, ЛРС |
| 2.      | Милтијадис Тентоглу   | Грчка                | 8,23 | 8,23 | x    | 8,01 |      | 8,01     | КВ      |
| 3.      | Тобиас Нилсон Монтлер | Шведска              | 8,08 | 8,08 | x    | 7,95 |      | 7,95     | КВ      |
| 4.      | Томаш Јашчук          | Пољска               | 7,98 | 7,93 | 7,86 | x    | x    | 7,86     | кв      |
| 5.      | Радек Јушка           | Чешка                | 8,10 | 7,88 | 7,61 | 7,76 | 7,77 | 7,77     | кв      |
| 6.      | Еусебио Касерес       | Шпанија              | 8,16 | 7,99 | 7,76 | 7,69 | 2,46 | 7,76     | кв      |
| 7.      | Страхиња Јованчевић   | Србија               | 7,85 | 7,85 | 7,48 | x    | 7,73 | 7,73     | кв      |
| 8.      | Владислав Мазур       | Украјина             | 7,86 | 7,80 | 7,57 | 7,56 | 7,64 | 7,64     | кв      |
| 9.      | Ферон Сејерс          | Уједињено Краљевство | 7,72 | 7,72 | 7,57 | x    | x    | 7,57     |         |
|         | Жан-Пјер Бертран      | Француска            | 8,08 | 8,04 | x    | −    |      | БП       |         |
|         | Ламонт Марсел Џејкобс | Италија              | 8,07 | 8,05 | x    | x    | x    | БП       |         |
|         | Амунд Хеие Сјурсен    | Норвешка             | 7,53 | 7,53 | x    | x    | x    | БП       |         |
|         | Измир Смајљај         | Албанија             | 8,08 | 7,77 | НС   |      |      |          |         |

Подебљани лични рекорди су и национални рекорди земље коју такмичар представља

### Финале
Такмичење је одржано 3. марта 2019. године у 11:35.,
| Пласман | Атлетичар             | Земља    | #1   | #2   | #3   | #4   | #5   | #6   | Резултат | Белешка          |
| ------- | --------------------- | -------- | ---- | ---- | ---- | ---- | ---- | ---- | -------- | ---------------- |
|         | Милтијадис Тентоглу   | Грчка    | x    | 8,12 | x    | 8,16 | 8,38 | -    | 8,38     | СРС, ЕРС, НР, ЛР |
|         | Тобиас Нилсон Монтлер | Шведска  | x    | 8,17 | 8,13 | x    | x    | x    | 8,17     | ЛР               |
|         | Страхиња Јованчевић   | Србија   | 7,79 | 7,76 | 7,66 | x    | 8,03 | 7,75 | 8,03     | НР, ЛР           |
| 4.      | Еусебио Касерес       | Шпанија  | x    | x    | x    | x    | 7,98 | x    | 7,98     |                  |
| 5.      | Сергеј Никифоров      | Украјина | 7,64 | x    | x    | 7,77 | 7,89 | x    | 7,89     |                  |
| 6.      | Томаш Јашчук          | Пољска   | x    | 7,69 | 7,78 | 7,80 | x    | x    | 7,80     |                  |
| 7.      | Радек Јушка           | Чешка    | x    | x    | 7,70 | x    | 7,63 | 7,79 | 7,79     |                  |
| 8.      | Владислав Мазур       | Украјина | 7,68 | x    | 7,72 | 7,75 | 7,72 | x    | 7,75     |                  |